# John Brooks Slaughter
John Brooks Slaughter (* 16. März 1934 in Topeka, Kansas; † 6. Dezember 2023 in Pasadena, Kalifornien) war ein US-amerikanischer Elektroingenieur und Direktor der National Science Foundation (NSF).

## Leben
Slaughter studierte zunächst an der Washburn University, anschließend an der Kansas State University und erwarb den Master-Gad an der University of California, Los Angeles und den Ph.D. in Ingenieurwissenschaften an der University of California, San Diego. 1956 begann er seine berufliche Karriere als Ingenieur beim Rüstungskonzern General Dynamics Convair, 1960 wechselte er an das U.S. Navy Electronics Laboratory in San Diego, wo er 15 Jahre lang als Zivilangestellter unter anderem auf dem Gebiet der Mensch-Maschine-Interaktion und der Softwareentwicklung tätig war. 1977 wurde er Assistant Director bei der NSF. Von 1980 bis 1982 war er unter den US-Präsidenten Carter und Reagan der erste afroamerikanische Präsident der NSF. Ab 1982 bis 1988 war er Kanzler der University of Maryland, College Park und anschließend bis 1999 Präsident des Occidental College in Los Angeles. 1999 wurde er Professor an der Rossier School of Education der University of Southern California. Außerdem war er Präsident und Chief Executive Officer (CEO) des National Action Council for Minorities in Engineering (NACME), dessen Ziel es ist, den Anteil von Minoritäten in den Technikwissenschaften speziell an den Hochschulen zu erhöhen.
1982 wurde Slaughter in die  National Academy of Engineering (NAE) aufgenommen. 1993 wurde er zum Mitglied der American Academy of Arts and Sciences gewählt. Neben anderen Auszeichnungen erhielt er 2004 den Arthur M. Bueche Award der NAE.
Der Mount Slaughter in der Antarktis wurde nach ihm benannt.
Slaughter starb am 6. Dezember 2023 während einer Behandlung in der Huntington Klinik in Pasadena, Kalifornien.